# Antipatros
Antipatros (řecky Αντίπατρος; * kol. 397 př. n. l. – 319 př. n. l.) byl vojevůdcem Filipa II. Makedonského a místodržitelem Makedonie za Alexandra Velikého. Roku 320 př. n. l. se stal regentem celé makedonské říše.

## Za vlády Filipa a Alexandra
První zmínku o něm máme až z roku 342 př. n. l., kdy ho Filip určil správcem Makedonie. Po vítězství u Chaironeie byl Antipatros poslán do Athén vyjednat mír. Po Filipově smrti podpořil Alexandrův nárok na trůn. Spolu s Parmeniónem radil Alexandrovi, aby se nevydával na tažení do Asie, dokud nebude mít dědice. V letech 336–323 př. n. l. byl místodržitelem v Makedonii a Řecku. Musel se bránit útokům Peršanů i povstáním Thráků a Sparťanů. Těsně před svou smrtí poslal Alexandr do Makedonie Kratera, aby zde od Antipatra převzal vládu. Po Alexandrově smrti si ji však Antipatros ponechal.

## Války diadochů
Perdikkás mu vládu nad Makedonií a Řeckem potvrdil, avšak Antipatros musel čelit povstání Řeků (tzv. lamijská válka) a porazil je až po roce v bitvě u Krannónu. Poté, co Perdikkás zrušil zasnoubení s jeho dcerou, a po příchodu Antigona na makedonský dvůr, zformoval spolu s ním koalici proti Perdikkovi. Vypravil se s vojskem do Asie, a když byl v Sýrii, došla mu zpráva o Perdikkově smrti.
Při dalším rozdělení Alexandrovy říše se stal regentem a de facto vládcem evropské části říše. Asii opanoval Antigonos, který dostal k dispozici velkou armádu, aby se vypořádal s Eumenem. Avšak zanedlouho nato Antipatros zemřel a za svého nástupce neurčil svého syna Kassandra, nýbrž Polyperchonta, což okamžitě vyvolalo nové spory.